# 싸가현

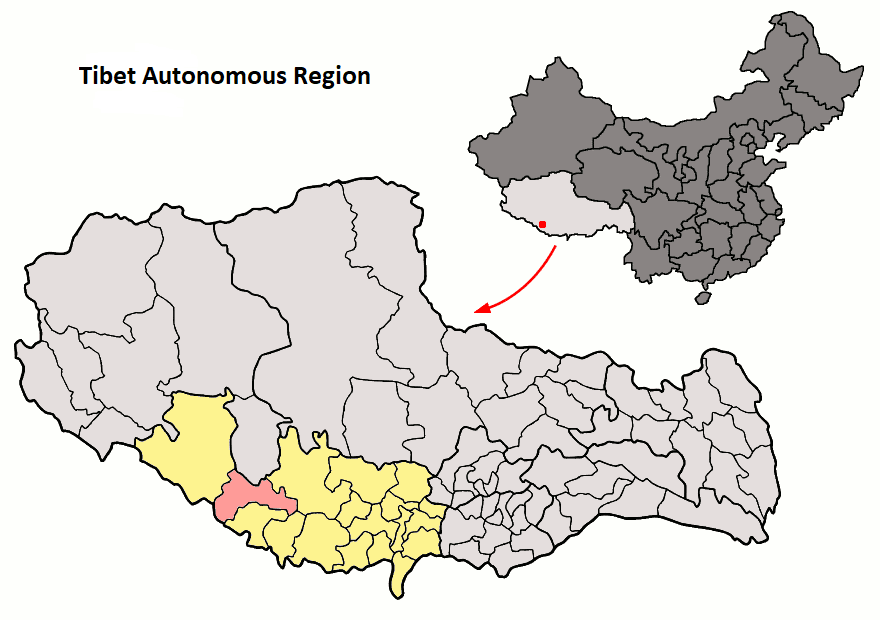
싸가 현의 위치

싸가현(티베트어: ས་དགའ་རྫོང་ 싸가 종, 중국어: 萨嘎县, 병음: Sàgā Xiàn)은 티베트 자치구 르카쩌 지구의 현급 행정구역이다. 넓이는 12400km2이고, 인구는 2007년 기준으로 10,000명이다.

## 지리
평균해발고도는 4600m이다. 연평균 기온은 3°C, 연평균 강수량은 100~200mm이다.

## 행정 구역
1개 진, 7개 향을 관할한다.
- 진: 加加镇.
- 향: 夏如乡, 旦嘎乡, 达吉岭乡, 如角乡, 拉藏乡, 雄如乡, 昌果乡.